# ВЕС Лірестад
ВЕС Лірестад (швед. Lyrestad) — наземна вітрова електростанція у Швеції, що знаходиться в південній частині країни в лені Вестра-Йоталанд.
Майданчик для станції обрали в комуні Марієстад, на східному узбережжі озера Венерн. Тут планується спорудити ВЕС у складі 22 вітрових турбін данської компанії Vestas типу V126-3.45MW з одиничною потужністю 3,45 МВт та діаметром ротора 126 метрів. У 2016 році приступили до підготовчих робіт та проклали 15 км доріг. Введення всієї станції в експлуатацію очікується у другій половині 2017-го.
За проєктом виробництво електроенергії на ВЕС Lyrestad має становити 230 млн кВт·год. на рік, а її покупцем стане компанія Google.